# Chiesa di Santa Maria del Soccorso (Capri)
La chiesa di Santa Maria del Soccorso è una chiesa ubicata a Capri.

## Storia
La chiesa esisteva probabilmente già nel 1570, in quanto in una mappa redetta da Fabio Giordano veniva descritto un colle dedicato a san Leonardo alla beata Vergine Maria. La struttura è sicuramente documentata in una mappa del 1632, disegnata da Jacques Boucher de Crèvecœur de Perthes, e citata in un libro di Nicolò Squillante, scritto poco dopo, nel quale è descritto come madre Serafina di Dio si recasse nella chiesa a pregare insieme alla madre; diventò quindi luogo di eremetiggio.
Nel periodo dell'occupazione inglese, tra il 1806 e i 1808, e nel successivo periodo francese, nel piazzale antistante, vennero posizionati armi di artiglieria. Nel 1888, colpito da un fulmine, venne danneggiato l'altare maggiore, donato pochi anni prima da alcuni capresi emigrati in Argentina, mentre un altro fulmine colpì la cupola nel 1938.

## Descrizione
La chiesa è posta sulla sommità del monte Tiberio, ad un'altezza di 354 metri, nei pressi di villa Jovis; è preceduta da un vestibolo con soffitto a volta, costruito per evitare le infiltrazioni d'acqua e offrire un luogo come confessionale. Internamente si presenta a navata unica con volta a botte, mentre sul fondo è il presbiterio, di forma rettangolare, sormontato da una cupola. Lungo la navata si apre un altare su ogni lato: in quello di sinistra è il quadro Madonna del Soccorso, in quello di destra è Sant'Antonio; sull'altare maggiore è la tela raffigurante Vergine con Bambino e san Giovannino, risalente alla fine del XVIII o all'inizio del XIX secolo. Adiacente è la sagrestia.
Nel piazzale antistante la chiesa, che funge anche da belvedere con vista sul golfo di Napoli, è posta una statua della Madonna, donata dal pittore Guido Odierna, alta quasi cinque metri e pesante circa undici quintali: realizzata da Alfiero Nena, venne trasportata sul posto nel 1979 tramite un elicottero della United States Navy, dopo essere stata benedetta da papa Giovanni Paolo II a Roma e andò a sostituire quella precedente, risalente al 1901, danneggiata da un fulmine nel 1977.